# الادراگ
الادراگ (به انگلیسی: Alladurg) یک منطقهٔ مسکونی در هند است که در آندرا پرادش واقع شده‌است.

## خصوصیات
الادراگ ۵۱۱ متر بالاتر از سطح دریا واقع شده‌است.